# Ctibor Filčík
Ctibor Filčík (15. srpna 1920, Dolní Plachtince – 21. listopadu 1986, Bratislava) byl slovenský herec. Pochován je v obci Pôtor.

## Život
V mládí prošel mnoha zaměstnáními, například jako dělník, cestář nebo dozorce na celním úřadě v Bratislavě. Aktivně se zúčastnil SNP. V rozhlase ho objevil Andrej Bagar a nabídl mu místo v martinském Slovenském komorním divadle, kde působil jako herec v letech 1944–1948. V roce 1948 se vrátil do Bratislavy – dostal angažmá na Nové scéně, kde byl až do roku 1951. Od roku 1951 se stal členem Činohry SND. V letech 1952–1956 byl externím pedagogem VŠMU.
Pro jeho umělecký růst měl velký význam i blízký vztah s režisérkou Magdou Husákovou-Lokvencovou. Spolupracoval také s režisérem Jozefem Budským. Pozvolna ho začali obsazovat do rolí, které ukazovaly složité charaktery, často vyvrhelů společnosti, zvláštních až démonických osobností. Kromě divadla, televize (např. ve hře Případ jasnovidce Hanussena) a filmu byl Filčík skvělý i v rozhlase.
V roce 1963 dostal Cenu Československého rozhlasu. V roce 1965 mu byla udělena Státní cena K. Gottwalda za postavu Dona Juana ve stejnojmenné hře Maxe Frische. V roce 1967 mu byl udělen titul zasloužilý umělec. V roce 1991 mu byl udělen řád T. G. Masaryka IV. třídy , in memoriam.

## Filmografie
- 1950: Kozí mléko (Peter Dvorčiak)
- 1954: Dřevěná vesnice (Pan)
- 1956: Čisté ruce (Harman)
- 1956: Prověrka lásky (hlavní inženýr Koloman Kertész)
- 1957: Čtyřiačtyřicet (kpt. Deutsch)
- 1959: Kapitán Dabač (gardista Slanec)
- 1962-63: Jánošík I-II (Hrajnoha)
- 1963: Výhybka (Mefisto)
- 1965: Náměstí svaté Alžběty (Maxi)
- 1966: Jeden den pro stařenu (Juro)
- 1967: Kapsáři (Arpád)
- 1973: Skrytý pramen (mistr Pavel)
- 1974: Do zbraně, kuruci! (Biskup)
- 1975: Sebechlebskí hudci (paša Hussein)
- 1977: Bludička (komisař Wernicke)
- 1978: Poéma o svědomí (Karol Šmidke)
- 1981: Demokraté (krajský hejtman)
- 1983: Mrtví učí živé (přednosta kliniky)
- 1983: Putování Jana Amose (Descartes)